# 9122 Гюнтен
9122 Гюнтен (9122 Hunten) — астероїд головного поясу, відкритий 22 березня 1998 року.
Тіссеранів параметр щодо Юпітера — 3,278.